# زروریلهرن
زروریلهرن (به لاتین: Zervreilahorn) یک کوه در سوئیس است که در کانتون گراوبوندن واقع شده‌است. زروریلهرن ۲٬۸۹۸ متر بالاتر از سطح دریا واقع شده‌است.